# 1974 في إسرائيل
فيما يلي قوائم الأحداث التي وقعت خلال عام 1974 في إسرائيل.

## أحداث
- 11 أبريل – عملية الخالصة

## سياسة

### تعيين في المنصب
- 1 يناير – إسحاق حوفي مدير الموساد ‏.
- 21 يناير – أبا إيبان عضو الكنيست [الإنجليزية]‏.
- 21 يناير – أرئيل شارون عضو الكنيست [الإنجليزية]‏.
- 21 يناير – أهارون أبوهاتزيرا عضو الكنيست [الإنجليزية]‏.
- 21 يناير – استير هرليتز عضو الكنيست [الإنجليزية]‏.
- 21 يناير – إسحاق رابين عضو الكنيست [الإنجليزية]‏،رئيس وزراء إسرائيل، وزير الاتصالات الإسرائيلي  [لغات أخرى]‏.
- 21 يناير – إسحاق شامير عضو الكنيست [الإنجليزية]‏.
- 21 يناير – إسحاق موداعي عضو الكنيست [الإنجليزية]‏.
- 21 يناير – إيغال آلون عضو الكنيست [الإنجليزية]‏.
- 21 يناير – إيهود أولمرت عضو الكنيست [الإنجليزية]‏.
- 21 يناير – بنحاس سابير عضو الكنيست [الإنجليزية]‏.
- 21 يناير – توفيق زياد عضو الكنيست [الإنجليزية]‏.
- 21 يناير – جولدا مائير عضو الكنيست [الإنجليزية]‏.
- 21 يناير – حاييم يوسف صادوق عضو الكنيست [الإنجليزية]‏.
- 21 يناير – حماد أبو ربيعة عضو الكنيست [الإنجليزية]‏.
- 21 يناير – زيراح فرهابتيغ عضو الكنيست [الإنجليزية]‏.
- 21 يناير – سيف الدين الزعبي عضو الكنيست [الإنجليزية]‏،عضو الكنيست [الإنجليزية]‏.
- 21 يناير – شولاميت ألوني عضو الكنيست [الإنجليزية]‏،وزير بدون حقيبة وزارية.
- 21 يناير – مناحم بيجن عضو الكنيست [الإنجليزية]‏.
- 21 يناير – موشيه آرنز عضو الكنيست [الإنجليزية]‏.
- 21 يناير – يوسف بورغ عضو الكنيست [الإنجليزية]‏.
- 21 يناير – يوسي سريد عضو الكنيست [الإنجليزية]‏.
- 1 أبريل – مردخاي غور رئيس الأركان العامة (إسرائيل).
- 3 يونيو – شمعون بيريز وزير الدفاع الإسرائيلي  [لغات أخرى]‏.

### انتهاء فترة المنصب
- 21 يناير – أبا إيبان عضو الكنيست [الإنجليزية]‏،وزير الخارجية الإسرائيلي  [لغات أخرى]‏.
- 21 يناير – أفنير شاكي عضو الكنيست [الإنجليزية]‏.
- 21 يناير – أوري أفنيري عضو الكنيست [الإنجليزية]‏.
- 21 يناير – إلياس نخلة عضو الكنيست [الإنجليزية]‏.
- 21 يناير – إيسر هاريل عضو الكنيست [الإنجليزية]‏.
- 21 يناير – إيغال آلون عضو الكنيست [الإنجليزية]‏،نائب رئيس الوزراء ‏.
- 21 يناير – بنحاس سابير عضو الكنيست [الإنجليزية]‏.
- 21 يناير – جولدا مائير عضو الكنيست [الإنجليزية]‏،رئيس وزراء إسرائيل،عضو الكنيست [الإنجليزية]‏.
- 21 يناير – حاييم يوسف صادوق عضو الكنيست [الإنجليزية]‏.
- 21 يناير – ذياب عبيد عضو الكنيست [الإنجليزية]‏.
- 21 يناير – سيف الدين الزعبي عضو الكنيست [الإنجليزية]‏،عضو الكنيست [الإنجليزية]‏.
- 21 يناير – شموئيل ميقونيس عضو الكنيست [الإنجليزية]‏.
- 21 يناير – مناحم بيجن عضو الكنيست [الإنجليزية]‏.
- 21 يناير – يعقوب مزراحي عضو الكنيست [الإنجليزية]‏.
- 14 فبراير – عبد العزيز الزعبي عضو الكنيست [الإنجليزية]‏،نائب لوزيرالصحة.
- 10 مارس – شمعون بيريز وزير الاتصالات الإسرائيلي  [لغات أخرى]‏، وزير النقل والسلامة المرورية الإسرائيلي  [لغات أخرى]‏.
- 3 يونيو – موشيه دايان وزير الدفاع الإسرائيلي  [لغات أخرى]‏.
- 6 نوفمبر – شولاميت ألوني وزير بدون حقيبة وزارية.
- 23 ديسمبر – أرئيل شارون عضو الكنيست [الإنجليزية]‏.

## كتب
من الكتب التي صدرت هذه السنة في إسرائيل:
- 1 يناير – الوقائع الغريبة في اختفاء سعيد أبي النحس المتشائل من تأليف إميل حبيبي.

## مواليد

### فبراير
- 24 فبراير – جيلا غامليل سياسية إسرائيلية.

### مارس
- 10 مارس – كيرين آن
- 12 مارس – وليد بدير لاعب كرة قدم إسرائيلي.

## وفيات

### فبراير
- 14 فبراير – عبد العزيز الزعبي (مواليد 1926) سياسي إسرائيلي.

### يوليو
- 4 يوليو – أمين الحسيني (مواليد 1895) قائد عربي فلسطيني.